# Anorthodes tarda
Anorthodes tarda là một loài bướm đêm trong họ Noctuidae. Loài này được Guenée miêu tả khoa học lần đầu tiên năm 1852.